# Epidermolytische palmoplantare Keratose
Die Epidermolytische palmoplantare Keratose ist die häufigste Form der hereditären Palmoplantarkeratosen.
Diese Hyperkeratose ist scharf begrenzt mit rotem Randsaum an den Streckseiten der Hände und Füße.
Synonyme sind: Keratosis palmoplantaris diffusa Vörner; Palmoplantarhyperkeratose Typ Vörner; Keratosis palmoplantaris diffusa Vörner-Unna-Thost; Epidermolytische palmoplantare Hyperkeratose, EPPK, Morbus Unna-Thost-(Vörner); lateinisch PPK cum degeneratione granulosa; englisch Tylosis; Keratosis of Greither
Die Erstbeschreibung stammt aus dem Jahre 1901 durch den deutschen Arzt Hans Vörner.

## Verbreitung
Die Häufigkeit wird mit mindestens 4 zu 100.000 in Nordirland angegeben, die Vererbung erfolgt autosomal-dominant.

## Ursache
Der Erkrankung liegen Mutationen im KRT1 oder im KRT9-Gen auf Chromosom 12 Genort q13.13 bzw. auf Chromosom 17 Genort q21.1 zugrunde, welche für verschiedene Keratine kodieren.

## Klinische Erscheinungen
Klinische Kriterien sind:
- Krankheitsbeginn in den ersten Lebensmonaten, Vollbild mit 3 bis 4 Jahren
- diffuse, scharf begrenzte Verhornungsstörung, streckseitenbetont, scharf begrenzt mit rotem Randsaum
- Uhrglasnägel
- Charakteristische Beteiligung der Achillessehnen

Mitunter auch Hyperhidrose an Hand- oder Fußflächen

## Geschichte
Bereits aus dem Jahre 1880 stammt eine Beschreibung einer nichtepidermolytischen Form einer palmoplantaren Keratose durch Arthur Thost.
Auch die Beschreibung von Paul Gerson Unna wird als nichtepidermolytische Form angesehen, so dass die Verwendung der Namen „Unna-Thost“ für die epidermolytische Erkrankung vermieden werden sollte.
Die „Keratosis of Greither“ bezieht sich auf den deutschen Dermatologen Aloys Greither.
Das beschriebene Krankheitsbild wird heute als „Progressive Form der PPK“ bezeichnet.